# Макс Шефер (футболіст)
Макс Шефер (нім. Max Schäfer, нар. 17 січня 1907, Ландсгут — пом. 15 вересня 1990) — німецький футболіст, що грав на позиції захисника. По завершенні ігрової кар'єри — футбольний тренер.
Виступав, зокрема, за клуб «Мюнхен 1860», а також національну збірну Німеччини.

## Клубна кар'єра
У дорослому футболі дебютував 1927 року виступами за команду клубу «Мюнхен 1860», де грав протягом десяти сезонів. Потім знову виступав за цю ж команду з 1942 по 1943 рік.

## Виступи за збірну
У 1934 році провів одну гру у складі національної збірної Німеччини.

## Кар'єра тренера
Розпочав тренерську кар'єру, ще продовжуючи грати на полі, 1937 року, очоливши тренерський штаб клубу «Мюнхен 1860». З командою цього клубу Макс Шефер працював з перервами до 1956 року. Протягом 1951–1953 років також був головним тренером іншої мюнхенської команди — «Баварії».
Помер 15 вересня 1990 року на 84-му році життя.

## Досягнення
- Володар Кубка Німеччини (1): 1942